# اس‌ام یو-۷۱
اس‌ام یو-۷۱ (به انگلیسی: SM U-71) یک زیردریایی بود که طول آن ۵۶٫۸ متر (۱۸۶ فوت ۴ اینچ) و ارتفاع آن ۸٫۲۵ متر (۲۷ فوت ۱ اینچ) بود. این زیردریایی در سال ۱۹۱۵ ساخته شد.